# Eugenysa
Eugenysa is een geslacht van kevers uit de familie bladkevers (Chrysomelidae).
De wetenschappelijke naam van het geslacht werd in 1837 gepubliceerd door Louis Alexandre Auguste Chevrolat.

## Soorten
- Eugenysa grossa (Linnaeus, 1758)
- Eugenysa jasinskii Borowiec & Dabrowska, 1997
- Eugenysa martae Borowiec, 1987
- Eugenysa unicolor Borowiec & Dabrowska, 1997